# Johann Kresnik
Johann Kresnik   (Bleiburg, 12 de desembre de 1939 - Klagenfurt, 27 de juliol de 2019) va ser un ballarí, coreògraf i director austríac que dirigé més de cent peces dansa-teatre, a més d'un dels fundadors d'aquest gènere. D'una forta formació en dansa clàssica i neo-clàssica, ha treballat directament amb professionals de la talla de John Cranko, Maurice Béjart o George Balanchine. Destaca per la seva implicació política i pels seus treballs sovint polèmics.